# Trouble de la personnalité évitante
 Mise en garde médicale
Le trouble de la personnalité évitante (ou trouble de la personnalité anxieuse) est un trouble de la personnalité caractérisé par un sentiment de mauvaise adaptation, d'une très forte sensibilité aux situations négatives et à l'évitement d'activités ou relations humaines. Ce trouble est reconnu par le Manuel diagnostique et statistique des troubles mentaux (DSM) de l'Association américaine de psychiatrie (AAP) et par le Classification internationale des maladies (CIM-10), de l'Organisation mondiale de la santé (OMS), sous la classification F.60.
Les individus atteints de troubles de la personnalité évitante se considèrent eux-mêmes être socialement inaptes ou personnellement peu attirants, et évitent une interaction sociale par peur d'être ridiculisés, humiliés, rejetés ou mal-aimés.
Le trouble de la personnalité évitante est habituellement remarqué au début de l'âge adulte. La négligence ou le rejet social peuvent également contribuer à un développement du trouble de la personnalité évitante.

## Principaux critères retenus par le DSM-V-TR
Le DSM-V-TR définit le trouble de la personnalité évitante comme un mode général d'inhibition sociale, de sentiments de ne pas être à la hauteur et d'hypersensibilité au jugement négatif d'autrui qui apparaît au plus tard au début de l'âge adulte et est présent dans des contextes divers. Il peut être diagnostiqué en présence d'au moins 4 des manifestations suivantes: 
- Le sujet évite les activités sociales professionnelles qui impliquent des contacts importants avec autrui par crainte d'être critiqué, désapprouvé ou rejeté
- Réticence à s'impliquer avec autrui à moins d'être certain d'être aimé
- Est réservé dans les relations intimes par crainte d'être exposé à la honte et au ridicule
- Craint d'être critiqué ou rejeté dans les situations sociales
- Est inhibé dans les situations interpersonnelles nouvelles à cause d'un sentiment de ne pas être à la hauteur
- Se perçoit comme socialement incompétent, sans attrait ou inférieur aux autres
- Est particulièrement réticent à prendre des risques personnels ou à s'engager dans de nouvelles activités par crainte d'éprouver de l'embarras.

## Épidémiologie
D'après le DSM-IV-TR, le trouble de la personnalité évitante survient à 0,5 % à 1 % de la population générale. Cependant, d'autres statistiques estiment que 2,36 % de la population américaine totale est atteint de trouble de la personnalité évitante. 10 % des patients cliniques sont atteints de ce trouble.

## Traitement
Le traitement pour le trouble de la personnalité évitante peut inclure une variété de techniques, telles que l'entraînement du savoir-être, la thérapie cognitive, expositions à des traitements qui améliorent les relations sociales, la thérapie de groupe pour pratiquer certaine sociabilité, et souvent les médicaments. Il est important pour le patient qu'il garde confiance, car les individus atteints de troubles de la personnalité évitante tenteront souvent d'éviter les séances du traitement s'ils ne font pas confiance au thérapeute ou s'ils éprouvent une peur de rejet. Dans tous les cas, il convient de ne pas prendre ce problème à la légère, car une personne évitante non traitée peut présenter des troubles secondaires : assuétudes, fuite dans l'imaginaire, dépression… De plus, à force d'accumuler les échecs et les déceptions sur le plan relationnel, le patient peut finir par perdre confiance, tant en lui que dans les autres (À ce stade, il peut paradoxalement devenir irrespectueux et agressif envers tout le monde)[réf. nécessaire], considérant qu'il vaut mieux être égoïste « par défaut », et ne penser qu'à lui-même, qu'angoisser à l'idée de ne pas arriver à plaire. Dans ce cas, toute tentative de thérapie devient encore plus difficile.
Une autre conséquence qui peut se révéler tout aussi grave est une tendance excessive à fuir dans l'imaginaire. Au lieu d'essayer de nouer des relations réelles, ce qui par définition pose un problème pour le patient évitant, il peut décider de les imaginer. Ses proches diront de lui qu'il est « dans la lune », « rêveur ». Vu de l'extérieur, à force de réduire ses interactions sociales au minimum, on dira de lui qu'il mène une vie « monacale », ce qui est à la fois vrai et faux : en réalité, il « imagine » sa vie telle qu'il la voudrait. C'est particulièrement vrai pour l'adolescent et le jeune adulte, qui n'ont pas nécessairement la maturité nécessaire pour comprendre qu'en agissant de la sorte, ils ne font que creuser le gouffre qui les sépare du reste des gens. On peut voir alors se mettre en place un véritable cercle vicieux, dans lequel le patient fantasme, puis se heurte à la réalité, qui lui apparaît forcément dure et insatisfaisante (d'autant plus qu'elle est en discordance avec ses fantasmes). En conséquence, il la fuit toujours plus, se réfugie toujours plus dans l'imaginaire, et ainsi de suite. Là aussi, une thérapie peut être très difficile à amorcer car, temporairement du moins, la personne évitante peut se satisfaire de la situation, et n'aura pas l'impression de souffrir. Dès lors, il sera d'autant plus réticent à consulter.